# Rita M. Sambruna
Rita Maria Sambruna (Seregno, ...) è un'astrofisica italiana con cittadinanza statunitense, Vice Direttore della Divisione Astrofisica Scientifica presso il Goddard Space Flight Center della National Aeronautics and Space Administration (NASA). Da settembre 2022 a maggio 2023 è stata vicedirettrice ad interim della direzione per l'esplorazione scientifica del Goddard. Dal 2000 al 2005 ha tenuto la cattedra Clare Boothe Luce in Fisica e Astronomia presso la George Mason University.

## Biografia
Nata a Seregno, in Lombardia,, figlia di Cesare Sambruna e Maria Gavazzi, si è diplomata al liceo classico "A. Manzoni" di Lecco con il massimo dei voti dopo aver trascorso l'infanzia tra Seregno e Vercurago, dove abitava la nonna materna. Nel 1989 si è laureata in fisica all'Università di Milano, quindi ha conseguito il PhD e il Master in astrofisica presso la Scuola Internazionale Superiore di Studi Avanzati (SISSA) di Trieste con una tesi sulle proprietà dei raggi X dei getti extragalattici osservati con ROSAT. Dal 1994 vive e lavora negli Stati Uniti.

## Carriera
Rita Sambruna ha svolto una posizione post-dottorato presso lo Space Telescope Science Institute (STScI), a Baltimora, MD, è stata NRC Research Fellow presso il Goddard Space Flight Center della NASA e ricercatrice associata presso la Pennsylvania State University, nello State College, Pennsylvania. Ha ricevuto un premio alla carriera dalla National Science Foundation.
Dal 2000 al 2005, Rita è stata Clare Boothe Luce Professor in Fisica e Astronomia presso la George Mason University, dove faceva parte della facoltà di insegnamento e dove ha fatto da mentore a diversi studenti universitari e laureati in progetti di ricerca. Dal 2005 è stata scienziata senior presso il Goddard Space Flight Center con il gruppo di Fermi, conducendo ricerche su galassie, getti e buchi neri.
Nel 2010 è entrata a far parte della sede della NASA, dove ha lavorato come Program Scientist per il programma Physics of the Cosmos (PCOS), ha supervisionato l'implementazione delle priorità dell'Astrophysics Decadal Survey per la PCOS e ha gestito il programma Strategic Astrophysics Technology. È stata la scienziata del programma per l'osservatorio di onde gravitazionali LISA (Laser Interferometer Space Antenna). Ha ricoperto il ruolo di Deputy Program Officer per l'Astrophysics Data Archival Program (ADAP) ed è stata a capo della strategia per la Divisione di Astrofisica.
Rita Sambruna è attualmente vicedirettrice della Divisione Astrofisica Scientifica presso il Goddard Space Flight Center della NASA.

### Ricerca
Gli interessi di Sambruna in astrofisica includono lo studio delle condizioni della materia intorno ai buchi neri supermassicci (getti, venti, assorbitori caldi), che ha studiato con osservatori a raggi X e raggi gamma, tra cui Chandra, XMM-Newton e Fermi. La sua ricerca utilizza osservazioni a più lunghezze d'onda da Hubble e altri telescopi spaziali e terrestri, aggiungendo recentemente onde gravitazionali e altri messaggeri per una comprensione più ampia e profonda dell'Universo.
Rita è membro dell'American Astronomical Society (AAS), della Divisione di Astrofisica delle Alte Energie dell'AAS, dell'American Association for the Advancement of Science e dell'American Physical Society.

## Premi e onorificenze
- 2019 - NASA Exceptional Achievement Medal.[7]
- 2020 - Commendatore a Washington dell'Ordine al Merito della Repubblica Italiana (OMRI).[8]
- 2020 - Fellow dell' American Physical Society.[9]
- 2021 - Fellow dell' American Astronomical Society.[10]
- 2022 - Fellow dell' American Association for the Advancement of Science.[11]
- 2022 - Robert H. Goddard Honor Award.[12]
- 2022 - Diversity, Equity, Inclusion, and Accessibility Medal, un NASA Honor Award.[13]
- 2023 - Honorary Fellow della Royal Astronomical Society.[14]

## Vita privata
Nel tempo libero, Rita ama leggere, andare a cavallo e insegnare yoga. È un'insegnante di yoga certificata RYT200, con specializzazione in "Yoga per il cancro". Si è anche formata in "Analisi Comportamentale Applicata" e nelle sue applicazioni agli animali.